# Naledi Pandor
Naledi Pandor   (Durban, 7 de desembre de 1953) és una política sud-africana i ministra de Relacions Internacionals i Cooperació des del 2019. Ha estat membre del Parlament pel Congrés Nacional Africà des del 1994.

## Trajectòria
Pandor va estudiar l'escola secundària a Botswana. Es va formar com a mestra i va impartir classes en diverses escoles i universitats. Es va doctorar en Pedagogia a la Universitat de Pretòria el 2019, amb una tesi titulada «The contestated meaning of transformation in higher education in post-apartheid South Africa».
Va ser escollida vicepresidenta del Consell Nacional de Províncies el 1998 i en va ser presidenta a partir del 1999. Del 2002 al 2004 va ser membre del consell de govern de la Universitat de Fort Hare.
Es va convertir en membre de l'Assemblea Nacional després de les eleccions sud-africanes de 1994, i en membre del govern nacional el 2004, després de la decisió del president Thabo Mbeki de nomenar-la ministra d'Educació. Durant el seu mandat va ser responsable d'una revisió completa del sistema educatiu de la nació i va iniciar reformes per a la fallida implementació del sistema d'educació basada en resultats (OBE). Va mantenir el seu lloc al govern de Kgalema Motlanthe.
El president Jacob Zuma la va nomenar ministra de Ciència i Tecnologia el 2009 càrrec per mitjà del qual va impulsar el projecte Square Kilometer Array a la regió de Karoo. L'octubre de 2012, Nkosazana Dlamini-Zuma va dimitir com a ministra d'Afers Interiors per a convertir-se en presidenta de la Unió Africana. En conseqüència, Zuma va nomenar Pandor com a ministre d'Afers Interiors en funcions el 2 d'octubre de 2012. Poc després, el 4 d'octubre de 2012, Zuma la va nomenar formalment Ministra de l'Interior. Va tornar al càrrec de ministra de Ciència i Tecnologia el 2014 i va ocupar-lo fins al 2018, quan va esdevenir ministra d'Educació Superior i Formació al primer govern del president Cyril Ramaphosa, succeint Hlengiwe Mkhize. Després de les eleccions generals de 2019, va ser nomenada ministra de Relacions Internacionals i Cooperació.

### Ministra de Relacions Internacionals i Cooperació (2019-present)
Després de les eleccions generals de 2019 va ser nomenada ministra de Relacions Internacionals i Cooperació i va assumir el càrrec el 30 de maig de 2019.
En resposta a la invasió russa d'Ucraïna del 2022, Pandor i el seu ministeri es van mostrar inicialment crítics amb la invasió i van emetre un comunicat en què van demanar a Rússia que retirés el seu exèrcit d'Ucraïna immediatament. Aquesta declaració contradeia la posició oficial de Sud-àfrica que establia que calia negociar per a posar fi a la guerra.
El 10 de març de 2022, Pandor va declarar que donava suport a la idea d'una moneda única africana per augmentar el comerç intracontinental.
El setembre de 2022 a la setanta-setena sessió de l'Assemblea General de les Nacions Unides Pandor va proposar que s'hauria de prestar la mateixa atenció a totes les guerres i conflictes en curs al món. També va demanar que l'estat d'Israel fos responsable de les seves «accions destructives» en el conflicte israelià-palestí, que s'aixequi l'embargament contra Cuba i es va fer ressò de la crida de la Unió Africana perquè s'aixequin les sancions contra Zimbàbue.

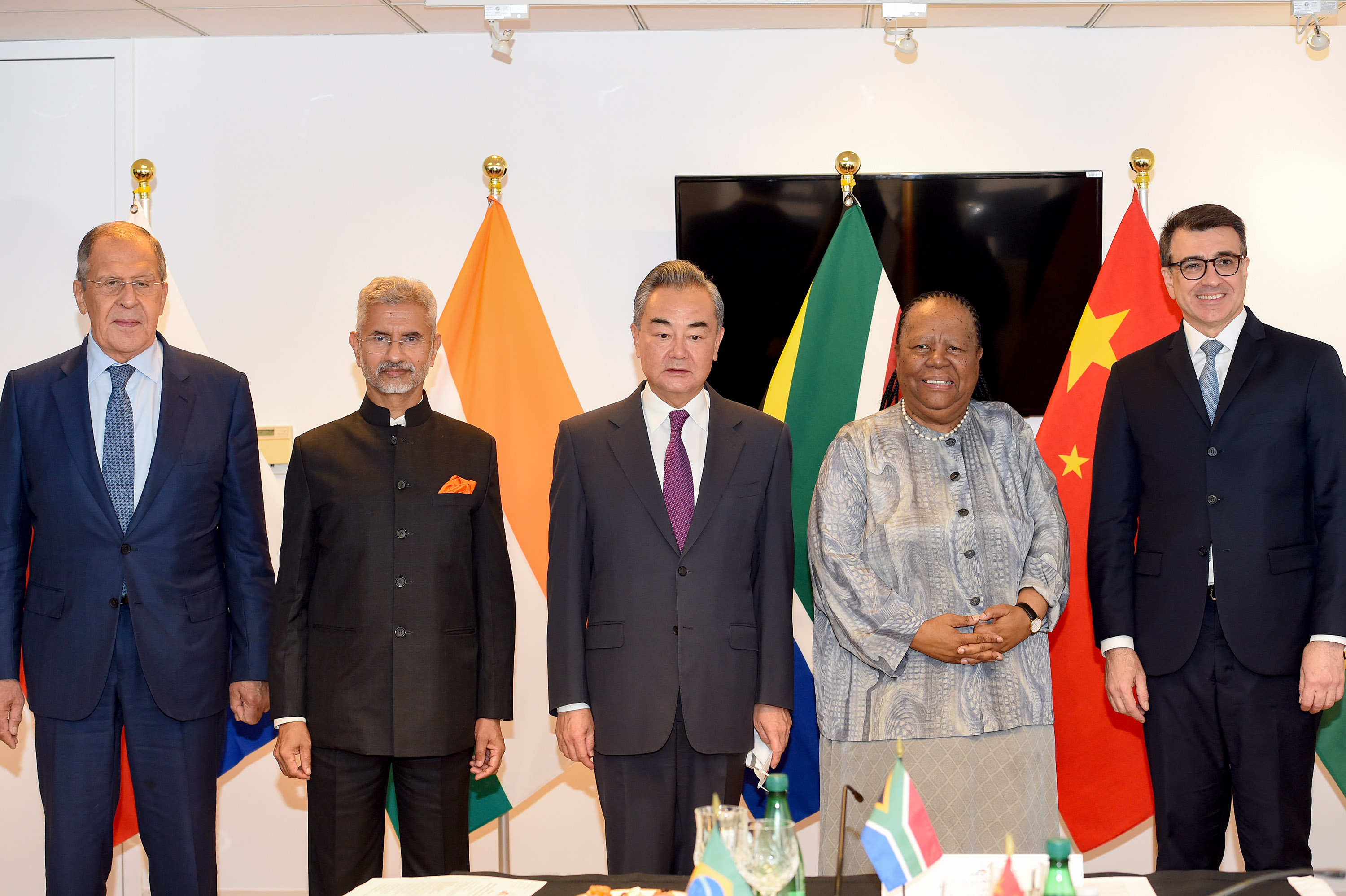
Reunió dels ministres d'Afers Exteriors dels BRICS (Brasil, Rússia, Índia, Xina, Sud-àfrica) a la ciutat de Nova York el 22 de setembre de 2022

Del 23 al 26 de gener de 2023, el ministre d'Afers Exteriors rus, Sergey Lavrov, va visitar Sud-àfrica i altres estats africans. Pandor va qualificar Rússia com un «soci valuós». Amb relació a l'ordre de detenció del president rus Vladímir Putin, Pandor va criticar el Tribunal Penal Internacional (TPI) per no tenir el que ella va anomenar un «enfocament equitatiu» amb tots els líders responsables de violacions del dret internacional. Sud-àfrica, que va incomplir la seva obligació d'arrestar el president sudanès Omar al-Bashir el juny de 2015, va convidar Vladímir Putin a la 15a cimera dels BRICS l'agost de 2023. El maig de 2023, Pandor va anunciar que havia aprovat la immunitat diplomàtica per a Vladímir Putin i els seus funcionaris perquè poguessin assistir a la 15a Cimera dels BRICS malgrat l'ordre de detenció del TPI.
El 12 de novembre de 2023, Pandor va demanar al TPI que accelerés la seva investigació dels crims de guerra israelians en el marc de la guerra entre Israel i Gaza de 2023, va declarar que s'havien d'emetre ordres d'arrest per al primer ministre israelià Benjamin Netanyahu i va reclamar un alto el foc immediat a la zona.